# Makmur Sejahtera
Makmur Sejahtera is een bestuurslaag in het regentschap Kampar van de provincie Riau, Indonesië. Makmur Sejahtera telt 1424 inwoners (volkstelling 2010).